# Tour de France 1989
Tour de France 1989 var den 76. udgave af Tour de France. Det var historiens tætteste udgave. Greg LeMond var 50 sekunder efter Laurent Fignon før den afsluttende enkeltstart ind til Paris. Han kørte en af de hurtigste enkeltstarter i Tour de France (54,545 km/t), og vandt samlet, kun 8 sekunder foran Fignon. Det var indtil løbet i 2024 foreløbig sidste gang at Touren blev afsluttet med en enkeltstart.

## Samlede resultat
|    | Rytter             | Hold                 | Tid      |
| -- | ------------------ | -------------------- | -------- |
| 1  | Greg LeMond        | ADR Agrigel          | 87:38.15 |
| 2  | Laurent Fignon     | Super U-Raleigh-Fiat | + 8      |
| 3  | Pedro Delgado      | Reynolds             | + 3.34   |
| 4  | Gert-Jan Theunisse | PDM-Ultima-Concorde  | + 7.30   |
| 5  | Marino Lejarreta   | Caja Rural           | + 9.39   |
| 6  | Charly Mottet      | R.M.O.-Mavic         | + 10.06  |
| 7  | Steven Rooks       | PDM-Ultima-Concorde  | + 11.10  |
| 8  | Raúl Alcalá        | PDM-Ultima-Concorde  | + 14.21  |
| 9  | Seán Kelly         | PDM-Ultima-Concorde  | + 18.25  |
| 10 | Robert Millar      | Z-Peugeot            | + 18.46  |

## Etaperne
| Etape     | Dato     | Start - Mål                         | km         | Etapevinder        | Samlet          |
| --------- | -------- | ----------------------------------- | ---------- | ------------------ | --------------- |
| Prolog    | 1. juli  | Luxemburg                           | 7,8 (ITT)  | Erik Breukink      | Erik Breukink   |
| 1. etape  | 2. juli  | Luxembourg – Luxembourg             | 135,5      | Acácio da Silva    | Acácio da Silva |
| 2. etape  | 3. juli  | Luxembourg – Luxembourg             | 46 (TTT)   | Super-U            | Acácio da Silva |
| 3. etape  | 4. juli  | Luxembourg – Spa                    | 241        | Raúl Alcalá        | Acácio da Silva |
| 4. etape  | 5. juli  | Liège – Wasquehal                   | 255        | Jelle Nijdam       | Acácio da Silva |
| 5. etape  | 6. juli  | Dinard – Rennes                     | 73 (ITT)   | Greg LeMond        | Greg LeMond     |
| 6. etape  | 7. juli  | Rennes – Futuroscope                | 259        | Joël Pelier        | Greg LeMond     |
| 7. etape  | 8. juli  | Futuroscope – Bordeaux              | 258,5      | Etienne De Wilde   | Greg LeMond     |
| 8. etape  | 9. juli  | La Bastide d'Armagnac – Pau         | 157        | Martin Early       | Greg LeMond     |
| 9. etape  | 10. juli | Pau – Cauterets                     | 147        | Miguel Indurain    | Greg LeMond     |
| 10. etape | 11. juli | Cauterets – Superbagnères           | 136        | Robert Millar      | Laurent Fignon  |
| 11. etape | 12. juli | Luchon – Blagnac                    | 158,5      | Mathieu Hermans    | Laurent Fignon  |
| Hviledag  |          |                                     |            |                    |                 |
| 12. etape | 14. juli | Toulouse – Montpellier              | 242        | Valerio Tebaldi    | Laurent Fignon  |
| 13. etape | 15. juli | Montpellier – Marseille             | 179        | Vincent Barteau    | Laurent Fignon  |
| 14. etape | 16. juli | Marseille – Gap                     | 240        | Jelle Nijdam       | Laurent Fignon  |
| 15. etape | 17. juli | Gap – Orcières-Merlette             | 39 (ITT)   | Steven Rooks       | Greg LeMond     |
| 16. etape | 18. juli | Gap – Briançon                      | 175        | Pascal Richard     | Greg LeMond     |
| 17. etape | 19. juli | Briançon – L'Alpe d'Huez            | 165        | Gert-Jan Theunisse | Laurent Fignon  |
| 18. etape | 20. juli | Le Bourg-d'Oisans – Villard-de-Lans | 91,5       | Laurent Fignon     | Laurent Fignon  |
| 19. etape | 21. juli | Villard-de-Lans – Aix-les-Bains     | 125        | Greg LeMond        | Laurent Fignon  |
| 20. etape | 22. juli | Aix-les-Bains – L'Isle-d'Abeau      | 130        | Giovanni Fidanza   | Laurent Fignon  |
| 21. etape | 23. juli | Versailles – Paris                  | 24,5 (ITT) | Greg LeMond        | Greg LeMond     |